# Paradoxostoma tenuissimum
Paradoxostoma tenuissimum is een mosselkreeftjessoort uit de familie van de Paradoxostomatidae. De wetenschappelijke naam van de soort is voor het eerst geldig gepubliceerd in 1869 door Norman.